# Embey-Isztin Dezső
Embey-Isztin Dezső (Kismaros, 1944. július 26. –) magyar orvos, aneszteziológus, az Országos Onkológiai Intézet Fájdalom Ambulanciájának osztályvezető főorvosa, a Pécsi Tudományegyetem címzetes egyetemi docense.

## Életpályája
1962-ben érettségizett a Toldy Ferenc Gimnáziumban. Felvételt nyert a mai Semmelweis Egyetemre és 1969-ben summa cum laude minősítéssel szerzett általános orvosi diplomát. 1975-ben aneszteziológus szakorvos lett. 1981 óta a Országos Onkológiai Intézet alkalmazottja, a fájdalom szakambulancia vezetője. A Semmelweis Egyetemen tart rendszeres előadásokat fájdalomcsillapítás témában. Tagja több magyar és külföldi orvostudományi társaságnak.

## Díjai, elismerései
- 2019-ben a Magyar Érdemrend lovagkeresztje kitüntetést vehetett át.
- Kismaros díszpolgára cím (2019)
- Szolcsányi János-emléklap (2019)
- Batthyány-Strattmann László-életműdíj (2020)